# Старенький Сергій Миколайович
Старенький Сергій Миколайович (нар. 20 вересня 1984, с. Нові Петрівці Вишгородського району Київської області) — український футболіст, півзахисник клубу «Діназ».

## Біографія
Футбольну кар'єру розпочинав у вишгородській «Чайці» під керівництвом Олександра Черкая. Потім продовжив виступи у вишгородському «Діназі», граючи у чемпіонаті Київської області. За даними обласної федерації футболу, в першості області забив 11 голів у 32 матчах. З 2005 до 2007 року виступав у вищій лізі Білорусі за «Торпедо» (Жодіно) і ФК «Сморгонь».
На початку 2008 року повернувся до України, де протягом двох з половиною сезонів був гравцем «Десни». Після зняття чернігівської команди зі змагань у першій лізі разом з тренером Олександром Рябоконем і ще кількома гравцями перейшов з «Десни» до футбольного клубу «Львів», у якому провів першу частину сезону 2010/11.
У січні 2011 року підписав контракт з «Олександрією», якій в тому ж сезоні допоміг виграти першу лігу і вийти до еліти українського футболу. 8 липня 2011 року дебютував у прем'єр-лізі в матчі проти полтавської «Ворскли» (1:0).
В лютому 2013 року перейшов до київського «Арсенала», проте закріпитися в складі «канонірів» не зумів і вже влітку повернувся назад до «Олександрії». В цій команді він відразу став лідером та, зігравши два сезони в першій лізі, допоміг команді повернутися до прем'єр-ліги. У сезоні 2013/14 забив 11 голів та віддав 6 гольових передач, ставши кращим гравцем першої ліги за системою «гол+пас». За підсумками сезону 2015/16 команда Володимира Шарана отримала можливість зіграти в Лізі Європи УЄФА. У 3-му кваліфікаційному раунді українці зустрілися з хорватським «Хайдуком» зі Спліта. У першому домашньому матчі, в якому олександрійці програли 0:3, Сергій на полі не з'явився, але в матчі-відповіді (1:3) вийшов в основному складі, відігравши 57 хвилин і забивши історичний перший гол «Олександрії» в єврокубках. 16 вересня 2017 року напередодні свого 33-річчя забив три м'ячі після виходу на заміну в матчі проти кам'янської «Сталі», ставши третім серед найбільш вікових авторів хет-триків за всю історію української прем'єр-ліги та другим футболістом, що зумів тричі відзначитися голом після виходу на заміну.
Улітку 2018 року повернувся до «Десни», підписавши 23 червня однорічний контракт з клубом. Дебютував в УПЛ за чернігівську команду 25 липня 2018 року у домашній грі проти донецького «Шахтаря» (0:2). 26 серпня того ж року відзначився першим голом за «Десну», вразивши ворота луганської «Зорі» (2:0). Загалом за два з половиною сезони провів за клуб 34 матчі в еліті українського футболу, в яких забив 4 м'ячі.
16 січня 2021 року підписав контракт із вишгородським «Діназом», який виступав у другій українській лізі.

## Досягнення
- Переможець першої ліги України (2): 2010/11, 2014/15
- Срібний призер першої ліги України (1): 2013/14
- Бронзовий призер першої ліги України (1): 2012/13
- Півфіналіст кубку України (1): 2015/16